# Mátthêu Nguyễn Văn Khôi
Mátthêu Nguyễn Văn Khôi (sinh 1951) là một giám mục của Giáo hội Công giáo tại Việt Nam. Ông hiện là Giám mục chính tòa của Giáo phận Qui Nhơn và Chủ tịch Nghệ thuật Thánh trực thuộc Hội đồng Giám mục Việt Nam nhiệm kỳ 2022–2025. Trước đó, ông từng đảm nhận vai trò giám mục phó giáo phận Qui Nhơn, cũng như đảm nhận chức Chủ tịch Ủy ban Nghệ Thuật Thánh bốn nhiệm kỳ kéo dài từ năm 2010 đến năm 2022. Khẩu hiệu giám mục của ông là "Tình yêu Đức Kitô thúc bách chúng tôi".
Ông sinh tại Bình Định trong một gia đình Công giáo. Tu trì từ thuở thiếu thời, chủng sinh Khôi theo học các chủng viện trong tổng thời gian 17 năm trước khi bị gián đoạn vì hoàn cảnh thời cuộc. Sau khoảng thời gian hơn một thập niên gián đoạn, Nguyễn Văn Khôi được phong chức linh mục năm 1989.
Thời kỳ làm linh mục, linh mục Nguyễn Văn Khôi từng đảm nhận nhiều vai trò khác nhau: linh mục chính xứ, giáo sư chủng viện, linh mục hạt trưởng. Ông từng du học Rôma, tốt nghiệp văn bằng Tiến sĩ Thần học Luân Lý. Cuối năm 2009, Tòa Thánh thông cáo bổ nhiệm linh mục Nguyễn Văn Khôi làm giám mục phó giáo phận Qui Nhơn. Lễ tấn phong cho tân giám mục cử hành tháng 2 năm 2010 và ông kế nhiệm giám mục chính tòa tháng 6 năm 2012.
Giám mục Nguyễn Văn Khôi là người có óc khôi hài, có tài hội họa và trang trí.

## Thân thế, tu tập
Giám mục Nguyễn Văn khôi sinh ngày 13 tháng 10 năm 1951 tại thôn Xuân Phương, xã Phước Sơn, huyện Tuy Phước, tỉnh Bình Định, thuộc Giáo xứ Gò Thị, Giáo phận Qui Nhơn. Cha ông là ông Giuse Nguyễn Chánh và mẹ là bà Maria Nguyễn Thị Báu (1918 – 2008). Hai ông bà song thân đều đã qua đời. Gia đình ông có ba anh em: anh cả đã qua đời, rồi đến Giám mục Khôi và em út là ông Nguyễn Kim An, có con là linh mục Gioan Baotixita Nguyễn Kim Ngân.
Nhận thấy cậu bé Khôi có chí hướng tu tập, năm 1963, gia đình đưa cậu nhập học Tiểu Chủng viện Làng Sông – Quy Nhơn và cậu đã tốt nghiệp tại đây năm 1970. Sau đó, chủng sinh Khôi tiếp tục con đường tu trì bằng việc học Triết và Thần học tại Giáo hoàng Học viện Thánh Piô X, Đà Lạt từ tháng 8 năm 1970 đến năm 1977. Học cùng lớp Giáo hoàng Học viện, ngoài chủng sinh Khôi trở thành giám mục, còn có ba giám mục khác xuất thân, là là Cosma Hoàng Văn Đạt, Giuse Nguyễn Chí Linh và Giuse Nguyễn Năng. Ngoài chương trình chủng viện, chủng sinh Khôi còn theo học Khoa Văn học tại Đại học Công giáo Đà Lạt.
Những năm chiến sự ác liệt tại các lãnh thổ thuộc giáo phận Qui Nhơn, chủng sinh Khôi nhiều lần lo lắng về sự ảnh hưởng của thời cuộc đến đời sống tu trì của mình. Ông bày tỏ hy vọng chiến tranh kết thúc để giáo dân đang rời vùng thôn quê có thể trở về sinh hoạt tôn giáo tại các ngôi giáo đường. Ngoài ra, trong hai năm 1974 và 1975, chủng sinh Khôi còn thực hiện các công việc tại Tiểu Chủng viện Qui Nhơn. Sau chiến tranh, đời sống tu trì gặp nhiều khó khăn, nhiều chủng sinh bỏ con đường tu trì về sinh sống với gia đình, riêng chủng sinh Khôi quyết tâm đi theo con đường tu trì. Ông thừa nhận gia đình lo lắng cho đời sống tu trì của con trai và nhiều lần chủng sinh Khôi suy nghĩ về sự khó khăn của gia đình, trở về hỗ trợ gia đình trong thời gian nghèo khổ. Nguyễn Văn Khôi thừa nhận, chính song thân là nguồn động viên ông tiếp tục theo con đường tu trì. Với việc Giáo hoàng Học viện bị giải thể, chủng sinh Khôi trở về quê hương sinh sống và được căn dặn kiếm kế sinh nhai chờ ngày tái tuyển sinh.

## Linh mục
Ngày 10 tháng 5 năm 1989, sau khoảng thời gian dài tu học và gián đoạn, Phó tế Nguyễn Văn Khôi được thụ phong linh mục bởi Giám mục Phaolô Huỳnh Đông Các, tại Nhà thờ chính tòa Qui Nhơn. Đây là lần phong chức linh mục đầu tiên của giáo phận sau 14 năm.
Từ năm 1989 đến năm 2000, ông là linh mục Chánh xứ Nam Bình, từ năm 1994 đến năm 2000, ông còn Giáo sư Triết học Đại Chủng viện Sao Biển Nha Trang. Sau đó, từ năm 2000 đến năm 2005, ông du học tại Đại học Giáo hoàng Urbaniana, Rôma, đậu Tiến sĩ Thần học Luân lý. Đề tài Tiến sĩ của ông, dài 177 trang có chủ đề La morale chrétienne et la nouvelle évangélisation dans le contexte culturel du Vietnam à la lumière de l’encyclique «Veritatis splendor»., tạm dịch: Luân lý Kitô giáo và công cuộc tân phúc âm hóa trong bối cảnh văn hóa Việt Nam dưới ánh sáng của thông điệp «Veritatis splendor».
Sau khi về Việt Nam, linh mục Nguyễn Văn Khôi đảm nhiệm vai trò linh mục chánh xứ giáo xứ Chính toà Quy Nhơn. Ngoài ra, trong cùng thời gian này, linh mục Khôi còn đảm nhiệm vai trò Giáo sư Thần học Luân lý tại Đại chủng viện Sao Biển, giáo phận Nha Trang, nằm trong Ban thường huấn Giáo phận Qui Nhơn và linh mục Hạt Trưởng hạt Bình Định từ 2006.

## Giám mục
Ngày 31 tháng 12 năm 2009, Giáo hoàng Biển Đức XVI bổ nhiệm Linh mục Matthêu Nguyễn Văn khôi làm Giám mục Phó Giáo phận Qui Nhơn, trợ giúp giám mục Phêrô Nguyễn Soạn, 73 tuổi đang gặp vấn đề lớn về sức khỏe. Với việc bổ nhiệm này, tân giám mục là vị giám mục thứ 15 xuất thân từ Giáo hoàng Học viện Thánh Piô X Đà Lạt và là vị thứ tư xuất thân từ khóa 13, sau các giám mục Cosma Hoàng Văn Đạt, Giuse Nguyễn Chí Linh và Giuse Nguyễn Năng. Đây là khóa có số giám mục xuất thân đông nhất, tính đến hết năm 2009.
Tân giám mục đã nhận trả lời phỏng vấn của website Hội đồng Giám mục Việt Nam và bài phỏng vấn được công bố vào ngày 14 tháng 1 năm 2010. Nói việc việc chia tay hai công việc cũ đang đảm nhận là linh mục chánh xứ chính tòa và giáo sư chủng viện để trở thành giám mục, giám mục tân cử cho rằng ông cảm thấy luyến tiếc nhưng đánh giá các công tác này là bước chuẩn bị cho công việc của một giám mục. Tân giám mục công bố việc chọn khẩu hiệu của ông là "Tình yêu Đức Kitô thúc bách chúng tôi" (2Cr 5,14) (Caritas Christi urget nos). Ông cho biết lý do chọn khẩu hiệu này là do nhu cầu truyền giáo của giáo phận, với nhận định chính Chúa Giêsu là động lực thúc đẩy công việc truyền giáo. Huy hiệu giám mục do chính giám mục tân cử thiết kế với nhiều họa tiết độc đáo, trung tâm huy hiệu có hai ký tự PX tượng trưng cho Piô X và đàn chim Việt 4 con, tượng trưng cho bốn giám mục xuất thân đồng khóa 13 Giáo hoàng Học viện.
Lễ tấn phong cho tân giám mục được dự định cử hành vào cuối tháng 1 năm 2010, nhưng phải dời lịch do trùng các sự kiện tĩnh tâm linh mục cho nhiều giáo phận. Thời điểm được dời đã rất cận Tết Nguyên Đán. Ngày 4 tháng 2 năm 2010, lễ tấn phong cho tân giám mục Nguyễn Văn Khôi được tổ chức trước mặt tiền Chủng viện Qui Nhơn. Chủ sự nghi thức truyền chức gồm chủ phong là Chủ tịch Hội đồng Giám mục Việt Nam—giám mục giáo phận Đà Lạt Phêrô Nguyễn Văn Nhơn và 2 phụ phong là Giám mục Giuse Nguyễn Năng—giám mục chính tòa Giáo phận Phát Diệm và Giám mục Giuse Nguyễn Chí Linh—Giám mục chính tòa Giáo phận Thanh Hóa.
Trong hai nhiệm kì kéo dài từ năm 2010 đến năm 2016, các giám mục Việt Nam nhất trí bầu chọn làm Chủ tịch Ủy ban Nghệ thuật Thánh thuộc Hội đồng Giám mục Việt Nam, và trong nhiệm kì 2016 đến năm 2019, ông tiếp tục được tái cử vào chức vụ này.
Ngày 30 tháng 6 năm 2012, giáo hoàng chấp thuận đơn xin hồi hưu của Giám mục Phêrô Nguyễn Soạn, Giám mục Khôi chính thức kế vị vai trò giám mục chính tòa giáo phận Qui Nhơn. Sau khi kế nhiệm, Giám mục Khôi có bài trả lời phỏng vấn, được công bố trên trang web hãng truyền thông Công giáo VietCatholic. Nói về vai trò mới, giám mục Khôi thừa nhận ông có cả hai cảm xúc: mừng vui vì được dự phần vào công trình của Thiên Chúa và lo âu vì khả năng hạn hẹp của mình. Tân giám mục chính tòa bày tỏ trông đợi vào sự hỗ trợ từ Thiên Chúa. Chia sẻ về khoảng thời gian làm giám mục phó, ông cho biết đã thu thập được nhiều kinh nghiệm, và an tâm vì đã được làm quen, tuy vậy cũng lo lắng trước những điều chưa quen và khó khăn. Nhắc đến đường hướng mục vụ, Giám mục Khôi cho biết ông thực hiện các việc mục vụ hướng đến dịp kỷ niệm 400 năm đón nhận đức tin Công giáo (2018). Với cương vị Chủ tịch Ủy ban Nghệ thuật Thánh, ông cho biết đã nhận nhiệm vụ từ Hội đồng Giám mục, thiết kế đồ án Trung tâm Hành hương Đức Mẹ La Vang. Giám mục Khôi cho biết linh mục Vinh Sơn Phạm Trung Thành, Tổng Thư ký Ủy ban trực tiếp mời các kiến trúc sư và các nhà thiết kế mỹ thuật thực hiện các đồ án. Giám mục Nguyễn Văn Khôi cho biết ông đã học được nhiều với vị tiền nhiệm trong công tác điều hành giáo phận, nổi bật nhất là sự khôn ngoan và tính thận trọng. Ông cho biết ông cẩn phải biết lắng nghe, đón nhận góp ý từ linh mục, giáo dân giáo phận. Nói về nghi thức nhậm chức tân giám mục chính tòa, Giám mục Khôi cho biết ông nhận tin từ Đại diện Tòa Thánh Leopoldo Girelli từ trước 5 ngày và cho rằng chỉ cần công bố tin bổ nhiệm và không tổ chức lễ nhậm chức.
Các giám mục Việt Nam từ 27 giáo phận họp Đại hội XV Hội đồng Giám mục Việt Nam tại trung tâm Mục vụ Tổng giáo phận Hà Nội vào đầu tháng 10 năm 2022. Trong khuôn khổ đại hội, các giám mục tiếp tục chọn Giám mục Nguyễn Văn Khôi đảm trách vai trò Chủ tịch Ủy ban Nghệ thuật Thánh thuộc Hội đồng Giám mục trong nhiệm kỳ 2022–2025.

## Đời tư
Giám mục Mátthêu Nguyễn Văn Khôi có chiều cao 1,75 mét, cân nặng 70 kg (năm 2010), có tính cách khôi hài và thích đùa. Ông cũng có khiếu về hội họa và trang trí. Bức tranh treo tại Lễ đài lễ tấn phong tân giám mục Phêrô Nguyễn Soạn do chính linh mục Khôi thực hiện cách chuyên nghiệp. Ông cũng tự tay thiết kế huy hiệu giám mục của mình. Ông thường dành thời gian cận Tết để thăm hỏi các linh mục, dòng tu, trở về giáo xứ quê hương và dành ít thời gian cho họ hàng thân tộc, là người em trai và ba người cháu. Nói về Tết Nguyên Đán đáng nhớ nhất của mình, Giám mục Khôi cho rằng đó là dịp Tết Nguyên Đán năm 2008, khi thân mẫu ông qua đời. Giám mục Khôi cho rằng thân mẫu của mình đã vượt qua bệnh tật, và sống được thêm một năm, do lời cầu nguyện của ông với Thiên Chúa được chấp nhận.

## Tông truyền
Giám mục Mátthêu Nguyễn Văn Khôi được tấn phong giám mục năm 2010, thời Giáo hoàng Biển Đức XVI, bởi:
- Giám mục chủ phong: Phêrô Nguyễn Văn Nhơn, giám mục chính tòa Giáo phận Đà Lạt, Chủ tịch Hội đồng Giám mục Việt Nam.
- Hai giám mục phụ phong: Giám mục Giuse Nguyễn Chí Linh, Giám mục chính tòa Giáo phận Thanh Hóa và Giám mục Giuse Nguyễn Năng, Giám mục chính tòa Giáo phận Phát Diệm

Giám mục Mátthêu Nguyễn Văn Khôi là Giám mục phụ phong trong nghi thức truyền chức giám mục cho:
- Năm 2015, giám mục Aloisiô Nguyễn Hùng Vị, hiện đang là giám mục chính tòa Giáo phận Kon Tum.
- Năm 2023, giám mục Giuse Bùi Công Trác, hiện đang là giám mục phụ tá Tổng giáo phận Thành phố Hồ Chí Minh.
- Năm 2023, giám mục Giuse Huỳnh Văn Sỹ, hiện đang là giám mục chính tòa Giáo phận Nha Trang.

Dưới đây là sơ đồ tính Tông truyền từ giám mục Việt Nam đầu tiên được giám mục ngoại quốc chủ phong cho đến đời Giám mục Nguyễn Văn Khôi.